# Комар Ярослав Володимирович
Ярослав Володимирович Комар (нар. 11 листопада 1981, Житомир, УРСР) — український футболіст, півзахисник.

## Життєпис
Вихованець житомирського футболу, перший тренер — Йосип Штефуца. Розпочинав кар'єру в клубі «Податкова академія» з Ірпеня, який виступав в аматорському чемпіонаті України, де провів 2 сезони. У 1999 році у футболці аматорської збірної України, яку очолювали Павло Яковенко та Юрій Коваль, завоював бронзові нагороди чемпіонату Європи. Того ж року підписав контракт з професіональним клубом — київською «Оболонню-ППО», але виступав виключно за другу команду «пивоварів» у другій лізі. У 2000 році став гравцем клубу вищого дивізіону чемпіонату України — кіровоградської «Зірки», головним тренером якого незабаром став Юрій Коваль. Дкбютував у вищій лізі 26 травня 2000 року, по завершенні першого тайму домашнього поєдинку проти київського ЦСКА, де замінив Вадима Заяця. Всього в першому сезоні у вишій лізі з'являвся на полі 5 разів, але більше часу проводяив у «Зірці-2». Залишився в команді, після того, як вона понизилася в класі, відіграв за «Зірку» ще півроку у першій лізі. Догравав сезон 2000/01 років у золочівському «Соколі».
Наступний сезон розпочав у сумському «Фрунзенці», у складі якого провів непоганий рік, виходив на поле у більшості матчів клубу. По завершенні сезону «Фрунзенець» розформували, Комар став гравцем іншого сумського клубу — «Спартака», за який виступав протягом півроку. У 2003 році повернувся в «Зірку», якій допоміг виграти першу лігу. Наступного року відіграв 1 матч в елітному дивізіоні, а під час зимової перерви залишив кіровоградський клуб, повернувшись до рідного Житомира, де грав у складі «Полісся». Потім перейшов у луганську «Зорю», яку очолював Юрій Коваль. Луганчани виграли бронзові нагороди першої ліги, відіграв півсезону за «Зорю» й перейшов до «Освіти» з Бородянки. Після цього виступав за клуби другої ліги, ніде не затримуючись довше, ніж на півроку, допоки в 2007 році не повернувся в першу лігу, підписавши контракт з хмельницьким «Поділлям». Влітку 2007 року команду розформували, але замість неї створили «Поділля-Хмельницький», до якладу якого проєднався й Ярослав. Останній матч на професіональному рівні зіграв у 2008 році, в складі «Енергетика» з Бурштина. Потім виступав за аматорські колективи.

## Досягнення
- Перша ліга України
  -  Чемпіон (1): 2002/03